# إدوارد هربرت ريس
إدوارد هربرت ريس هو محامي وسياسي أمريكي، ولد في 3 يونيو 1886 في إمبوريا في الولايات المتحدة، وتوفي بنفس المكان في 25 أكتوبر 1969. نشط حزبياً في الحزب الجمهوري.

## مناصب
- انتخب Municipal clerk [الإنجليزية]‏ (1912 – 1918).
- انتخب عضو مجلس ولاية كانساس ‏ (1933 – 1935).
- انتخب عضو مجلس نواب كنساس ‏ (1927 – 1933).
- انتخب عضو مجلس النواب الأمريكي.